# Rock Mills
Rock Mills est un census-designated place situé dans l’État américain de l'Alabama, dans le comté de Randolph.

## Démographie
| 1890 | 1900 | 1910 | 1920 | 2000 | 2010 |
| ---- | ---- | ---- | ---- | ---- | ---- |
| 385  | 420  | 349  | 267  | 676  | 600  |